# Place de la Loge
Pour les articles homonymes, voir Loge.
La place de la Loge est une place située à Perpignan, chef-lieu des Pyrénées-Orientales.

## Situation et accès
La place se situe dans le quartier Saint-Jean, au centre-ville.

## Origine du nom
Elle porte le nom de la loge de mer.

## Historique

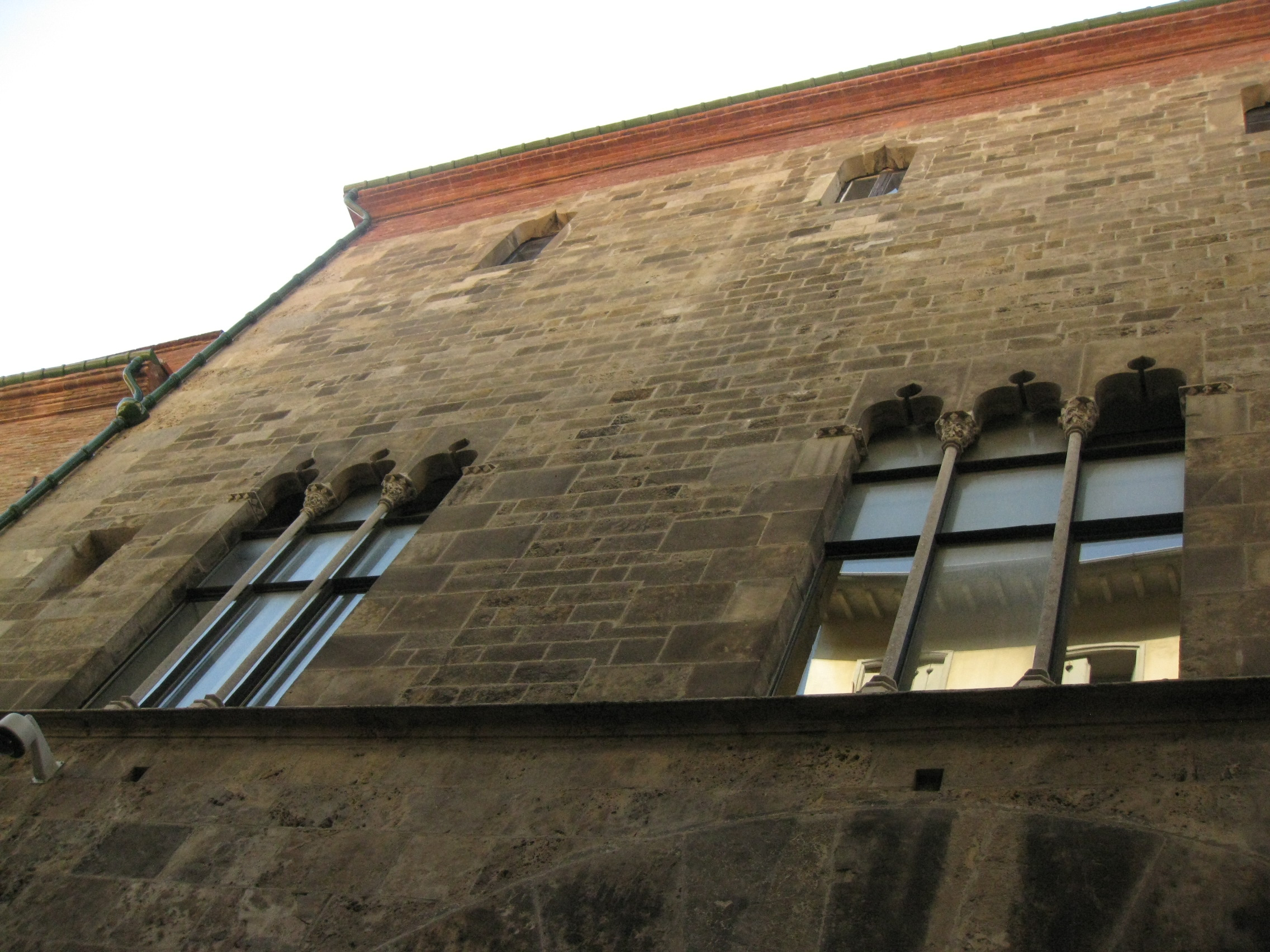
Ancien palais de justice de Perpignan

Auparavant, le lieu était constitué de petites places dont la « place dels richs homens » (« place des hommes riches ») qui se situait devant la maison des consuls (hôtel de ville), la place de la llotja del consolat de mar (loge du consulat de mer). 
La « Plaça de la Llotja » ne vit le jour qu'au XVe siècle après que la loge de mer fut construite.
Autrefois cœur de cité, la place a perdu son pouvoir économique néanmoins, elle concentre le pouvoir politique.